# Ашау-ам-Инн
Ашау-ам-Инн (нем. Aschau am Inn) — община в Германии, в земле Бавария. 
Подчиняется административному округу Верхняя Бавария. Входит в состав района Мюльдорф-ам-Инн.  Население составляет 2757 человек (на 31 декабря 2010 года). Занимает площадь 20,79 км².
Первое упоминание относят к 788 году.